# Dialectes lachs

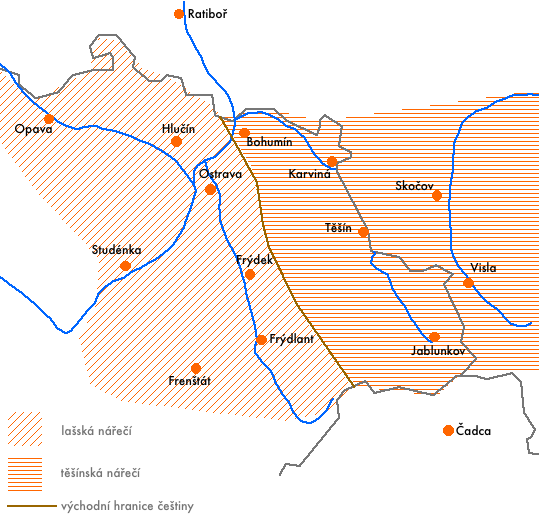
Répartition territoriale des dialectes lachs

Les dialectes lachs (en tchèque : lašská nářečí ; en polonais : gwary laskie, à ne pas confondre avec le groupe des langues léchitiques) sont un groupe de dialectes du silésien. Ils seraient un hybride ou un mélange de langues slaves occidentales.
Les dialectes lachs sont parlés dans certaines parties de la Silésie tchèque, la région de Hlučín, et le nord-est de la Moravie, mais aussi dans certains villages proches de Pologne. La plupart des chercheurs tchèques considèrent le lach comme un dialecte du tchèque, alors que les dialectologues polonais tendent à attribuer des origines polonaises au lach.
Le poète Óndra Łysohorsky (en) est probablement l'écrivain le plus connu écrivant dans cette langue.